# Markka (Einheit)
Markka, heute als Zahlungsmittel Finnische Mark bekannt, war auch als Gold- und Silbergewicht in Anwendung.
- 1 Markka = 8 Unssi = 16 Luoti = 64 Kvintiini = 212,535 Gramm